# Atypophthalmus marleyi
Atypophthalmus marleyi är en tvåvingeart som först beskrevs av Alexander 1917.  Atypophthalmus marleyi ingår i släktet Atypophthalmus och familjen småharkrankar. Inga underarter finns listade i Catalogue of Life.